# Condado de Auxerre

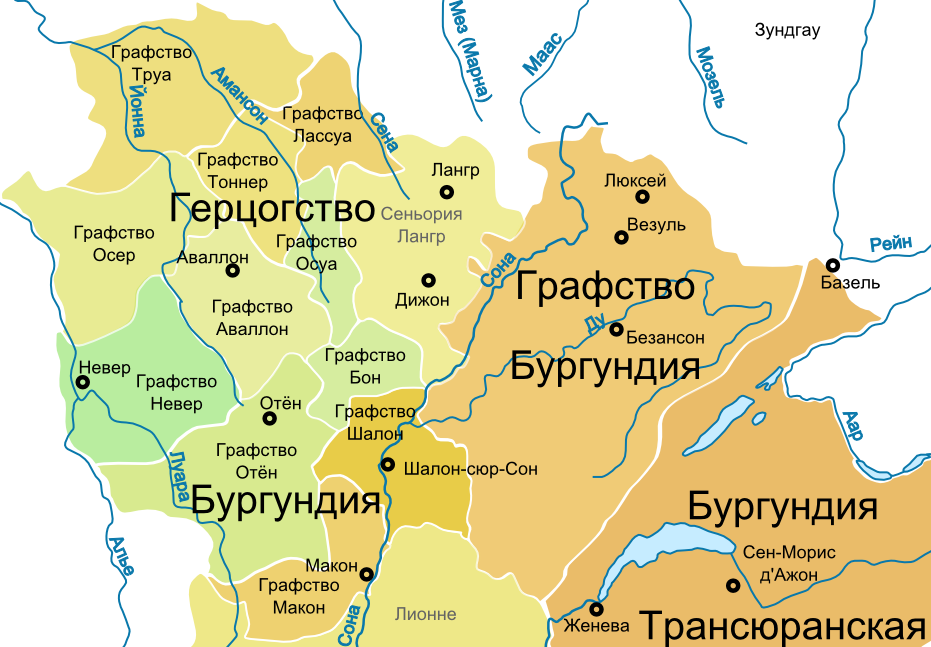
Condado y ducado de Borgoña en los siglos y

El condado de Auxerre es una feudo medieval situado en Borgoña. Su principal ciudad es Auxerre.

## Histórico
El primer conde conocido es un compañero de Carlomagno, Hermenoldo, que recibe Auxerre en 771.
Le sucedieron varios condes y en 859, Carlos el Calvo entregó el condado de Auxerre a su primo hermano Conrado II. Habiéndose rebelado este último, fue despedido y el condado fue confiado a Roberto el Fuerte.
En el 866, con la muerte de este último, todos sus honores pasan a Hugo el Abad, también hermano de Conrado II. Confió Auxerre a un conde delegado, Girboldo, antes de dárselo como dote a su sobrina Adelaida, que se casó con Ricardo de Borgoña. Éste y sus sucesores nombran vizcondes en Auxerre, de los cuales el primero es un tal Rainardo.
Durante la segunda mitad del siglo X, no se conoce ninguna conde. Por otro lado, dos obispos de Auxerre asumen la función de facto. El primero es Heriberto, medio hermano del duque de los francos Hugo Capeto, y el segundo Hugo de Chalon. Les hacen el juego a los robertinos. El segundo habría permitido el desarrollo de linajes de Grands (Donzy, Toucy) que gobiernan la mayor parte del condado.
El condado acaba siendo devuelto a los Capetos y Roberto II de Francia lo incluye en la dote de su hija Adelaida que se casa con Renaud I de Nevers. Este será el conde de Auxerre, de carácter hereditario, y conde de Nevers, entrando en conflicto con el obispo de Auxerre.
Hasta el siglo XIII, es decir durante dos siglos y medio, los destinos de los condados de Auxerre y Nevers permanecieron unidos, así como el del condado de Tonnerre. En 1262, con la muerte de Matilde II, sus tres hijas reparten los condados y Alix, casada con Juan I de Chalon, recibe Auxerre.
En 1370, Juan IV de Chalon, vendió Auxerre al rey de Francia, que la convirtió en un bailía real.
En 1435, el tratado de paz de Arras entre Carlos VII, rey de Francia, y Felipe III el Bueno, duque de Borgoña, asignan la ciudad al ducado de Borgoña, que se anexiona definitivamente al reino de Francia, en tanto que infantazgo real sin un heredero varón, en 1477. Debido a la muerte en combate de Carlos el Temerario. Juan Rapine será el primer gobernador designado por el rey de Francia.

## Vizcondado de Auxerre
El Vizcondado de Auxerre comenzó en el año 900 más o menos con el nombramiento de Rainard o Renard por Ricardo de Borgoña, conocido como Ricardo el Justiciero, conde de Auxerre desde 888.
El vizconde Renard es también el hermano de Manasses I de Chalon, un personaje relevante, aliado de Ricardo de Borgoña. El vizconde Renaud interviene en el nombramiento del obispo de la ciudad, Géran, con quien más tarde entrará en conflicto por haber confiscado las tierras eclesiásticas de Gy y de Narçy.
Al final del siglo XII, el vizcondado de Auxerre estaba en manos de Narjot de Toucy. Narjot de Toucy es el último vizconde de Auxerre que ha administrado justicia en nombre de los condes de Auxerre, extinguiéndose o fusionándose la dignidad de vizconde de Auxerre con la de conde. Posteriormente, la administración pasó a manos de los Baillis.
En la toponimia local, la Place des Véens, en la ciudad de Auxerre, bajo el castillo del conde, debe su nombre a «véen» una corrupción de la palabra vizconde.